# Kalnciema iela

Kalnciema iela est une rue à Rīga en Lettonie,.

## Présentation
La rue Kalnciema iela est une rue principale de la rive gauche du Daugava à Riga et  Mārupe (lv). 
La rue est située dans les quartiers d'Āgenskalns, Šampēteris, Pleskodāle et Mūkupurvs.
La rue Kalnciema commence à l'intersection avec la rue Daugavgrīvas iela (en direction de Bolderāja) et se termine à la frontière de Riga et de la municipalité de Mārupe (lv), au croisement de la route . 
La longueur totale de la rue Kalnciema iela est de 5 140 mètres et elle comprend 2 à 6 voies de circulation.

## Bâtiments
- Kalnciema iela 1A, Résidence (architecte Jānis Alksnis, 1910)
- Kalnciema iela 2a, immeuble Art Nouveau de 5 étages (Jānis Alksnis, 1912/1913).

- Kalnciema iela 9a, Immeuble résidentiel et de bureaux
- Kalnciema iela 10/12, École de musique Emīla Dārziņa, École de balet de Rīga et École de chorale de la cathédrale de Rīga.

## Transports
- Bus :	8. 22. 32. 35. 43. 44. 53. 56.
- Trolleybus :	5. 9. 12. 25.

## Galerie

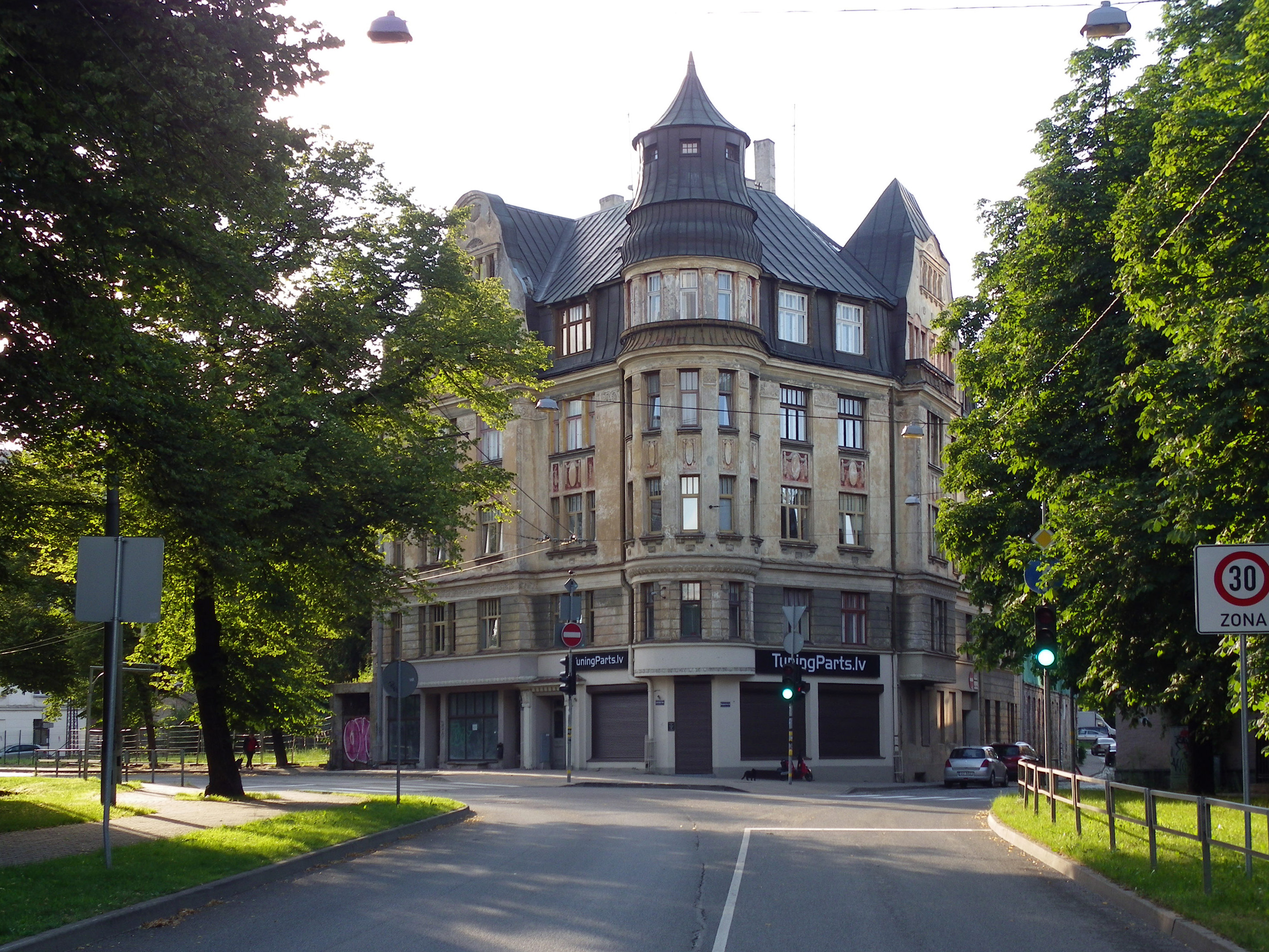
Kalnciema iela 1a.
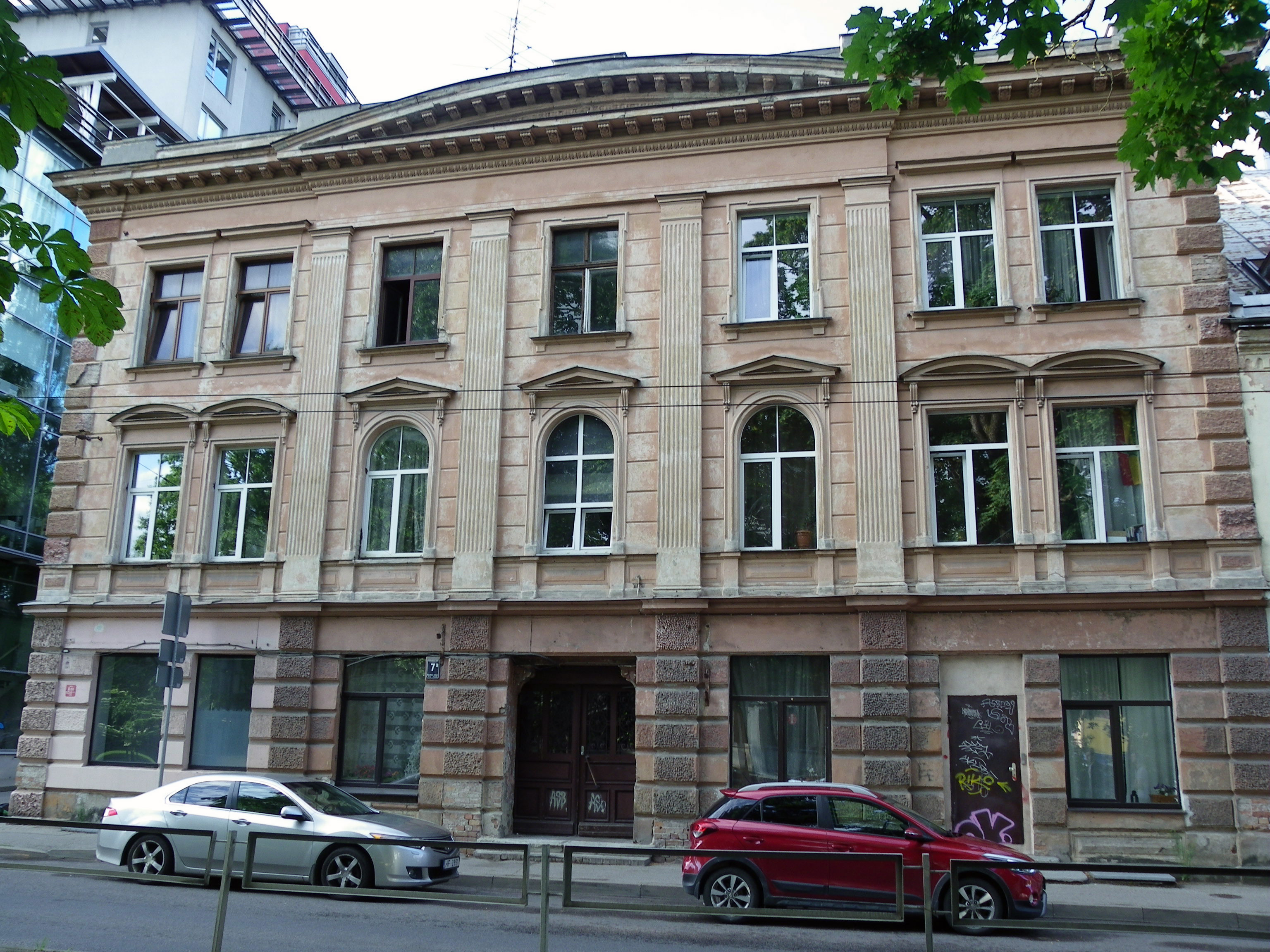
Kalnciema iela 7a.
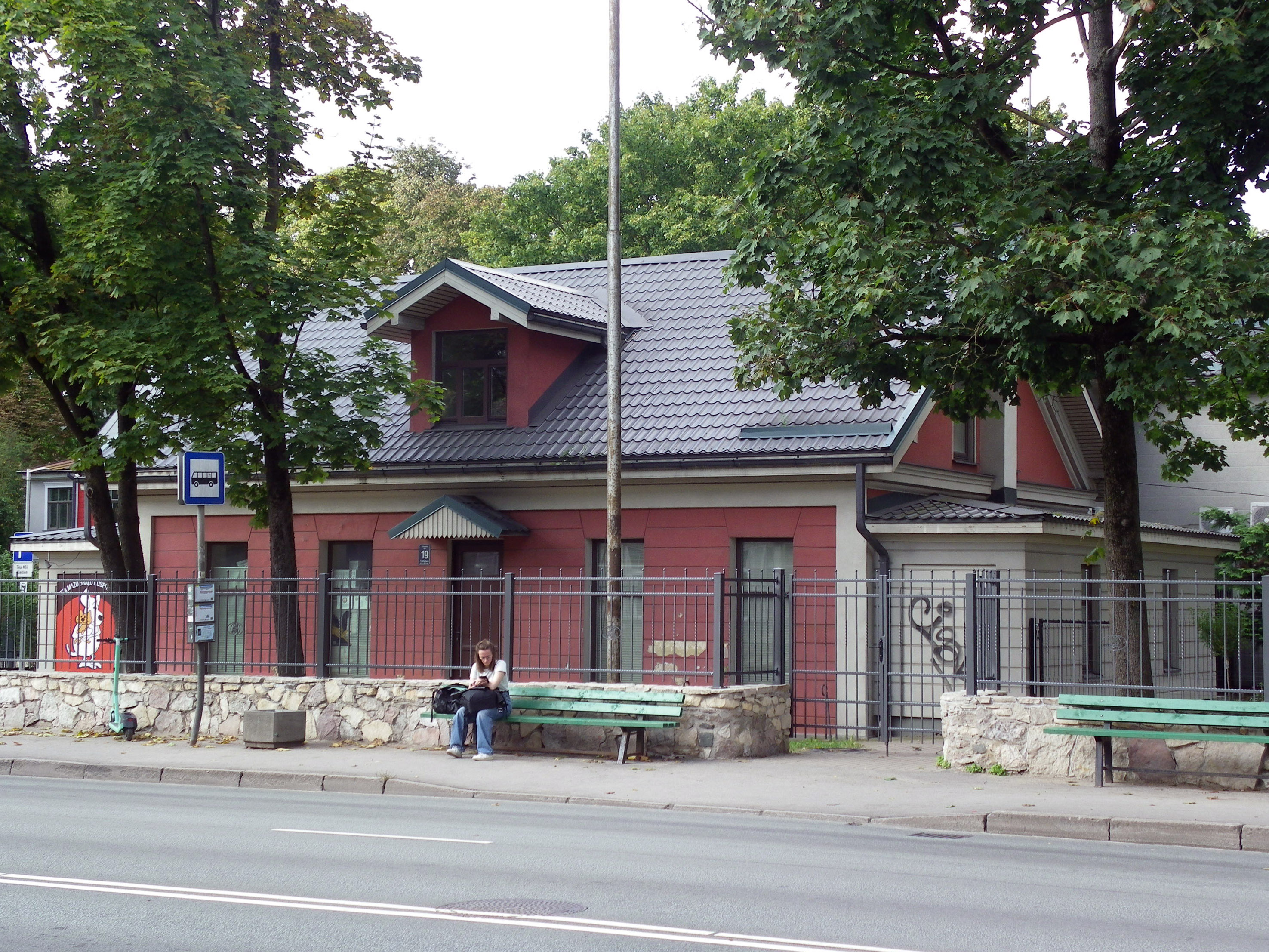
Kalnciema iela 19.
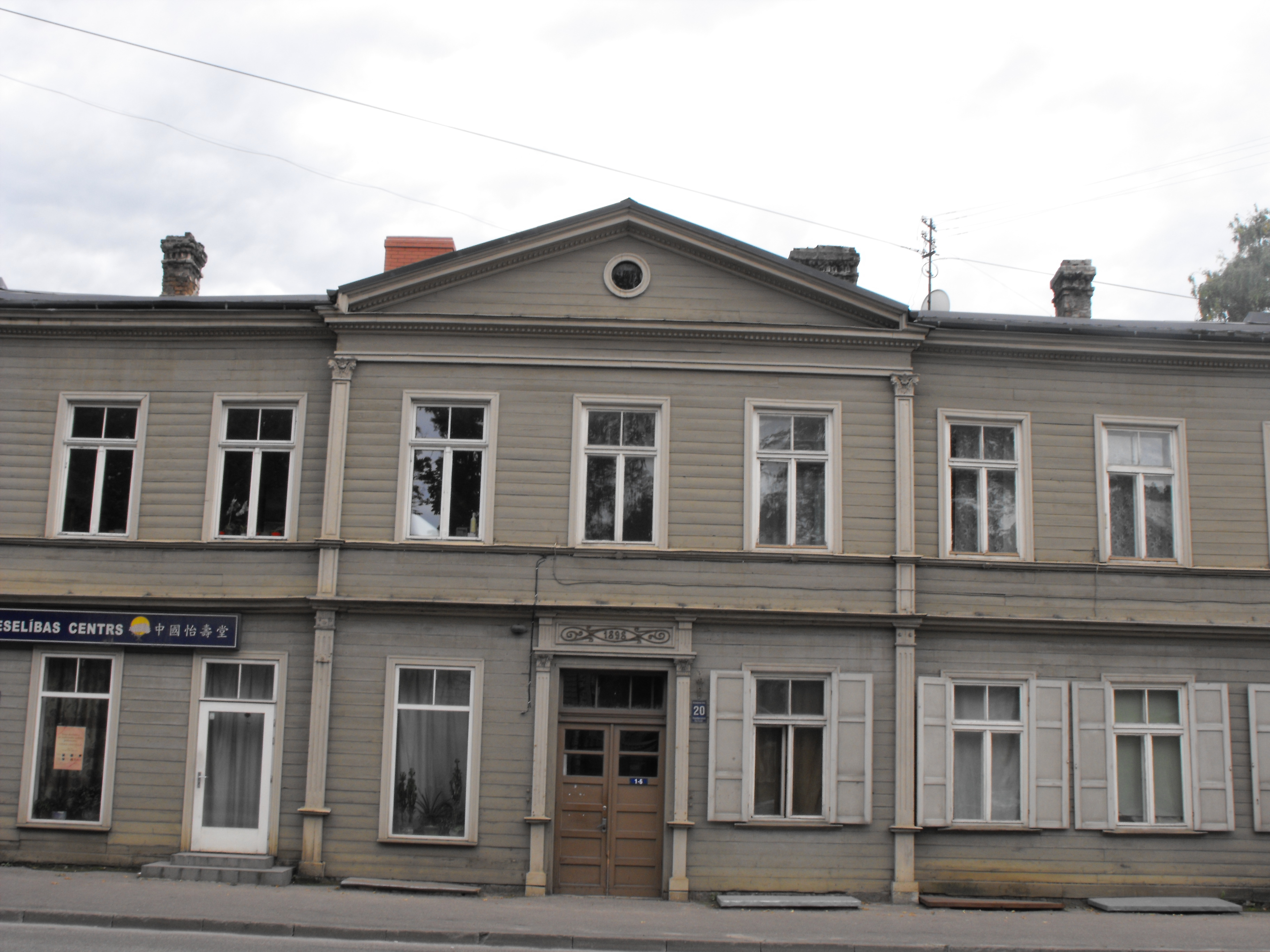
Kalnciema iela 20.
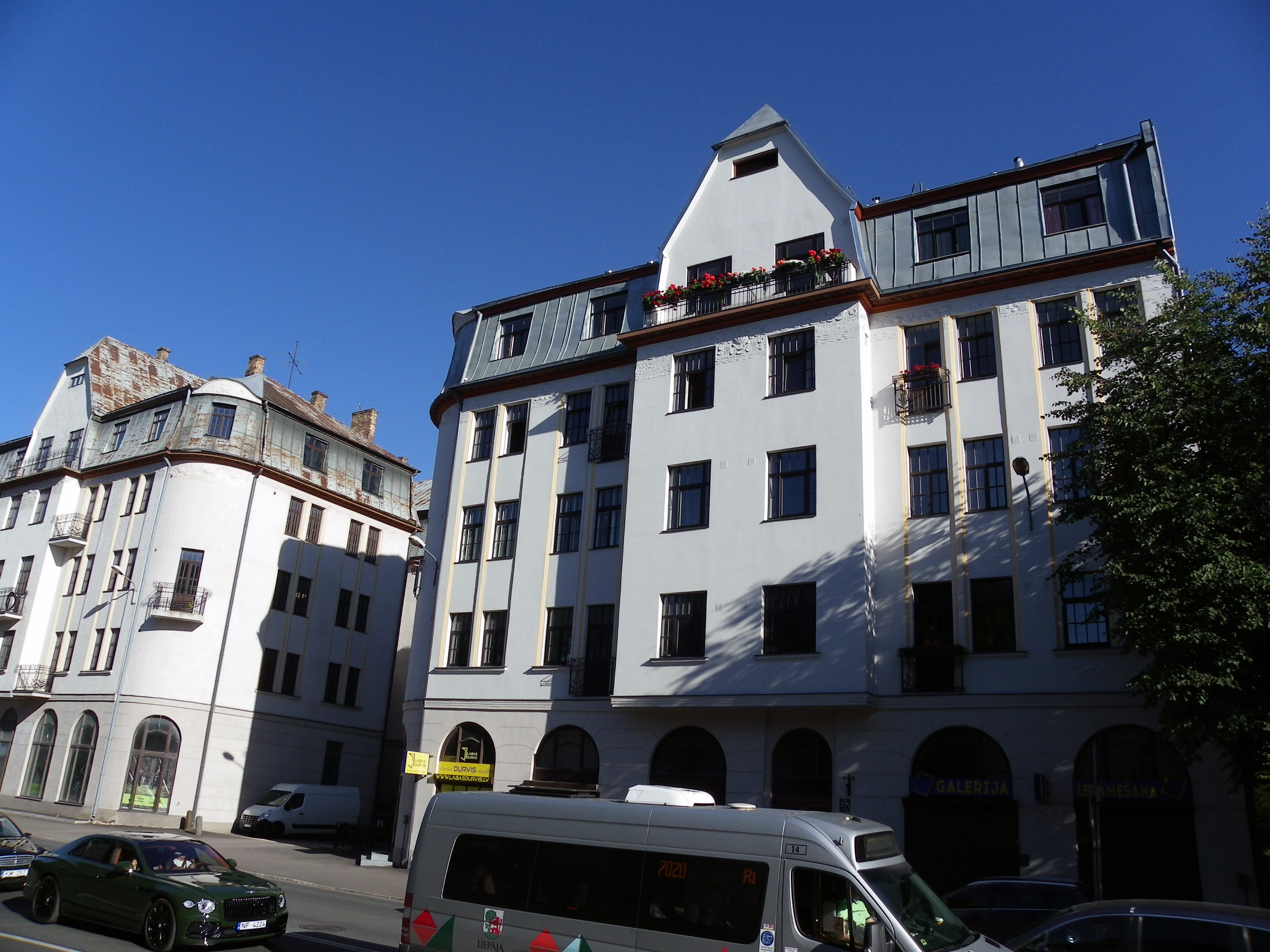
Kalnciema iela 32.
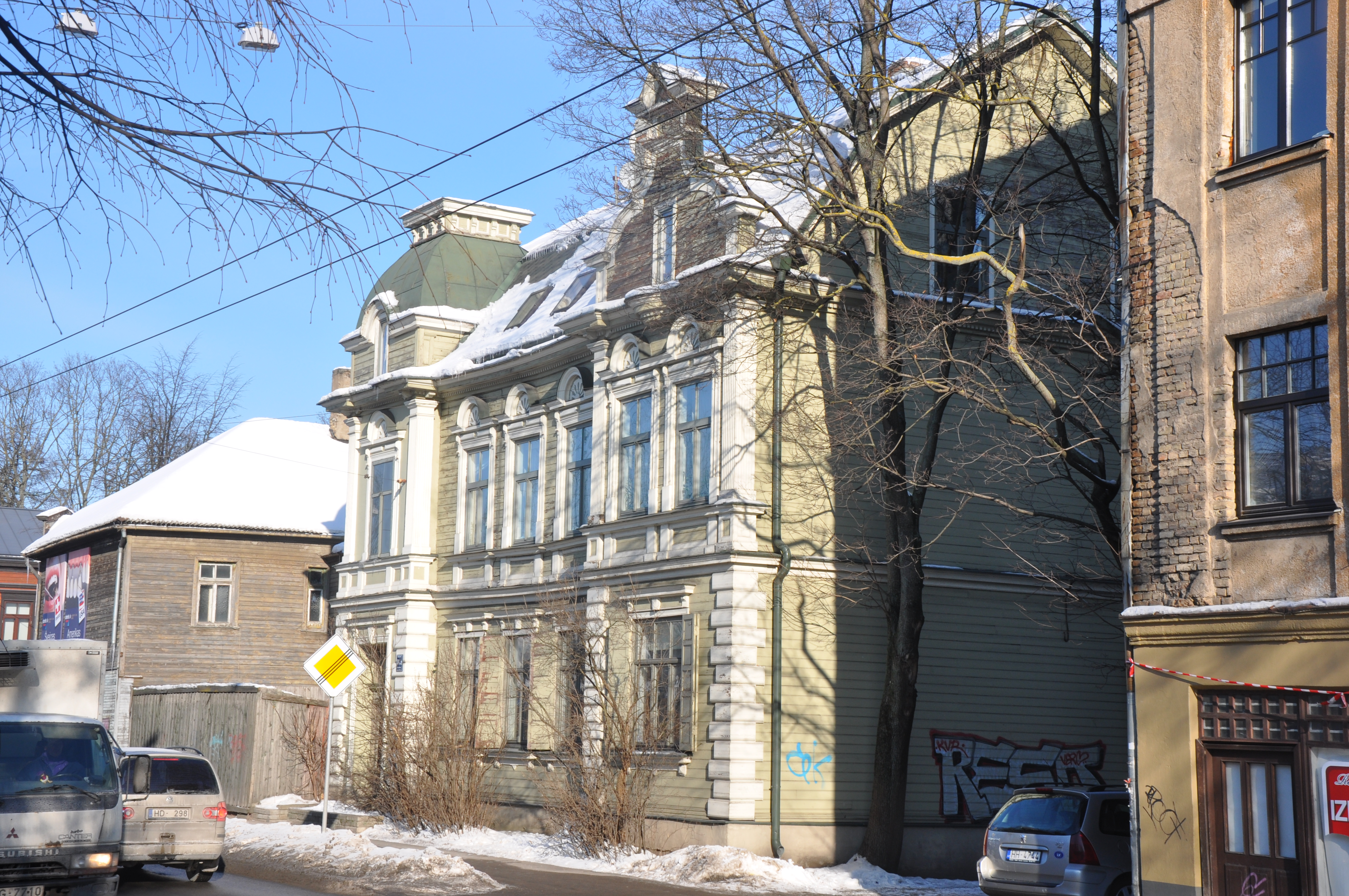
Kalnciema iela 34.
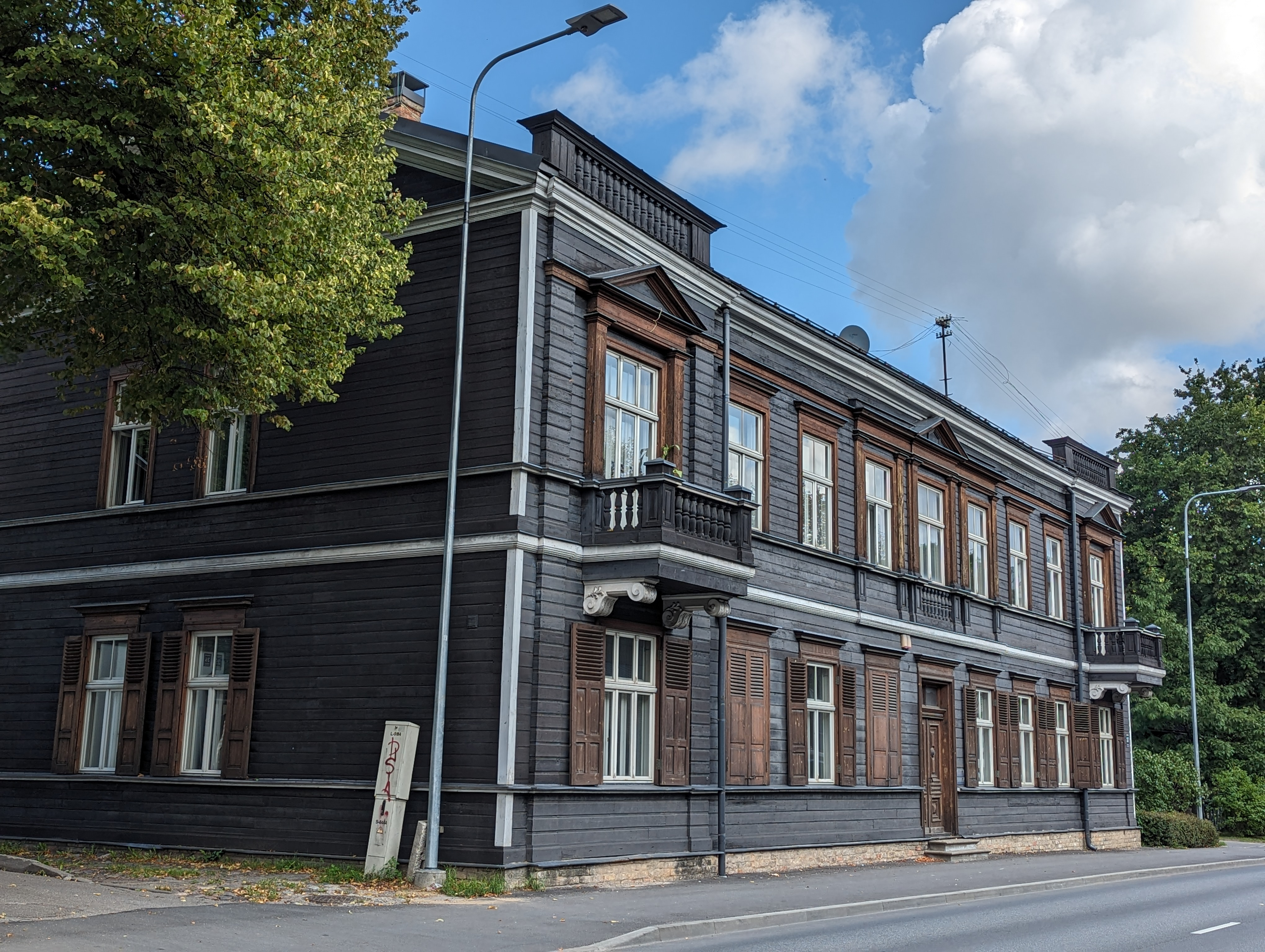
Kalnciema iela 37.
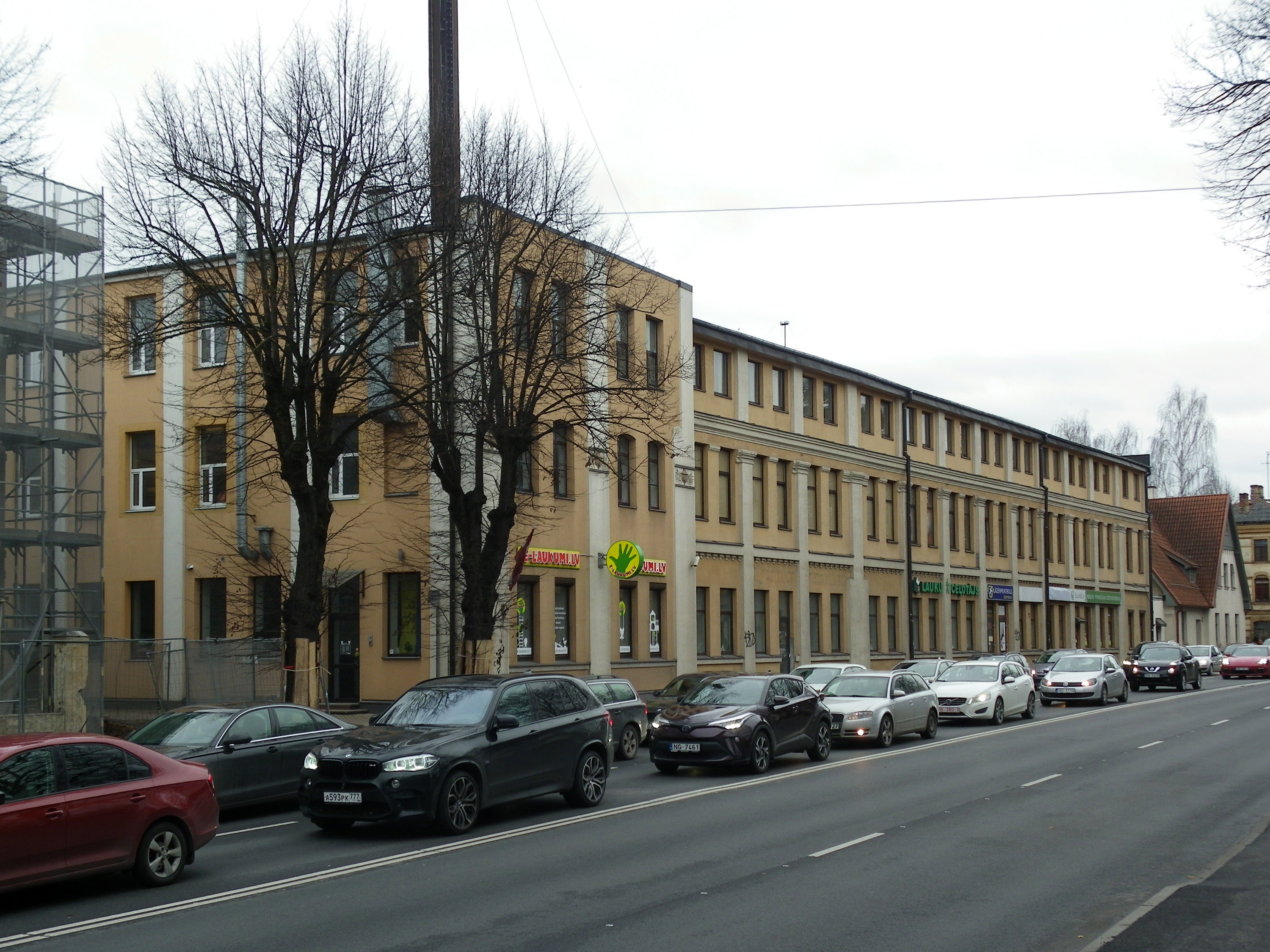
Kalnciema iela 40.